# Dawid Godziek
Dawid Godziek (10 de agosto de 1994) es un deportista polaco que compite en ciclismo en la modalidad de BMX estilo libre. Consiguió cuatro medallas en los X Games.

## Medallero internacional
| \| X Games de Verano \| X Games de Verano \| X Games de Verano \| X Games de Verano \| \| Año \| Lugar \| Medalla \| Prueba \| \| ----------------- \| --------------------------- \| ----------------- \| ------------------ \| \| 2018 \| Sídney (Australia) \| Medalla de oro \| Dirt \| \| 2019 \| Mineápolis (Estados Unidos) \| Medalla de bronce \| Dirt \| \| 2022 \| California (Estados Unidos) \| Medalla de oro \| Dirt \| \| 2023 \| California (Estados Unidos) \| Medalla de bronce \| Dirt – mejor truco \| |                             |                   |                    |
| X Games de Verano |                             |                   |                    |
| Año | Lugar                       | Medalla           | Prueba             |
| 2018 | Sídney (Australia)          | Medalla de oro    | Dirt               |
| 2019 | Mineápolis (Estados Unidos) | Medalla de bronce | Dirt               |
| 2022 | California (Estados Unidos) | Medalla de oro    | Dirt               |
| 2023 | California (Estados Unidos) | Medalla de bronce | Dirt – mejor truco |